# Dipcadi bakerianum
Dipcadi bakerianum là một loài thực vật có hoa trong họ Măng tây. Loài này được Bolus mô tả khoa học đầu tiên năm 1881.